# Удостоверение
Удостовере́ние — документ, который удостоверяет личность, должностные, социальные или иные права и обязанности владельца.

## Содержание
Как правило, удостоверение содержит:
- реквизиты той организации, которая его выдала;
- фамилию, имя, отчество лица, которому оно выдано;
- фотографию владельца;
- сведения о правах и обязанностях, которые предоставляются владельцу;
- и другие.

## Виды и типы
В законодательстве Российской Федерации — России, как и Союза ССР, (были) предусмотрены различные документы, удостоверяющие личность и её социальное положение (состояние); к ним могут относиться паспорт, военный билет, водительское удостоверение, пенсионное удостоверение, удостоверение гражданина России, партийный билет, студенческий билет, профсоюзный билет и другие, некоторые представлены ниже.

## СССР

### Личности

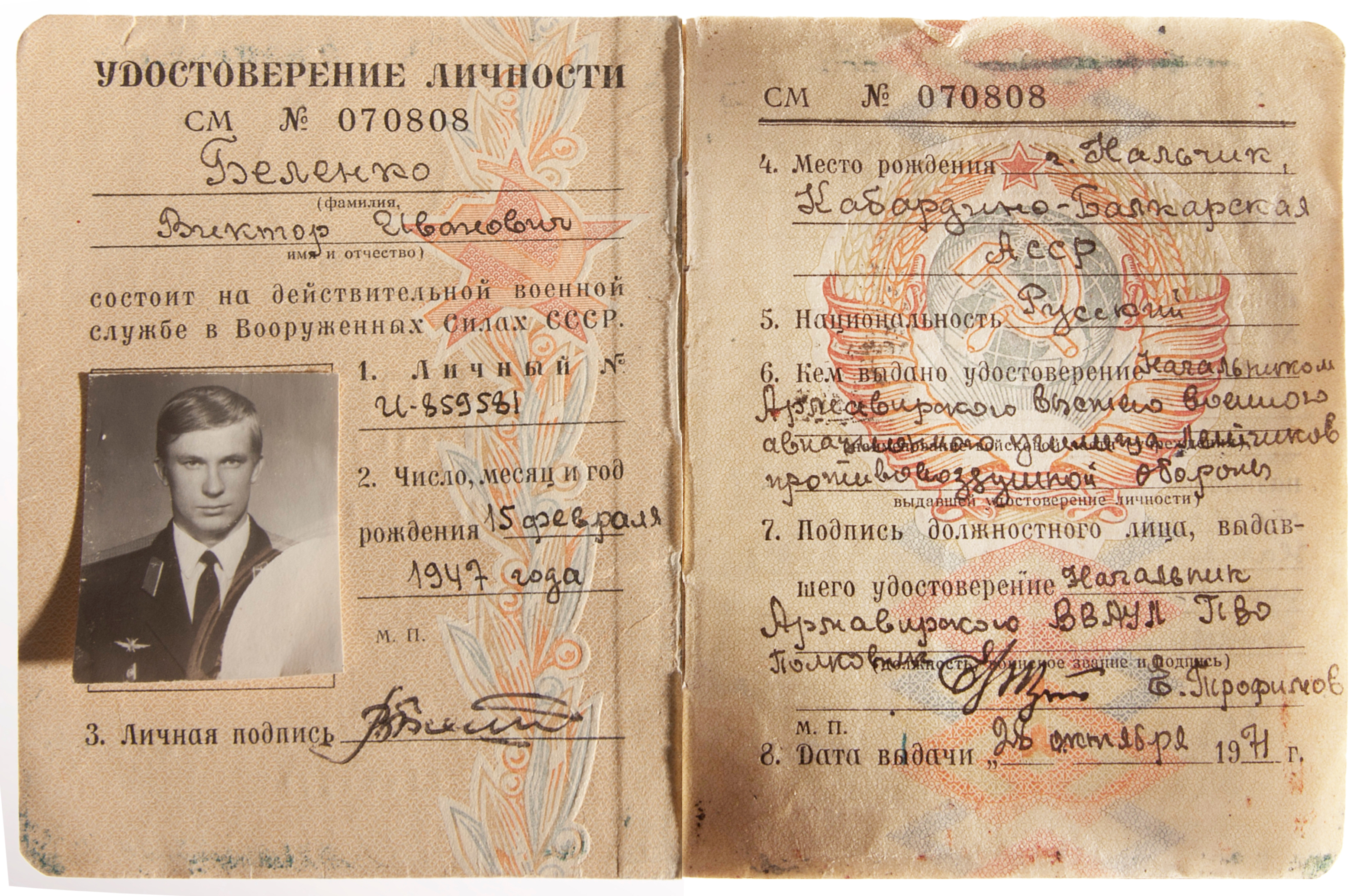
Удостоверение личности в ВС СССР, 1971 год

### Должностные

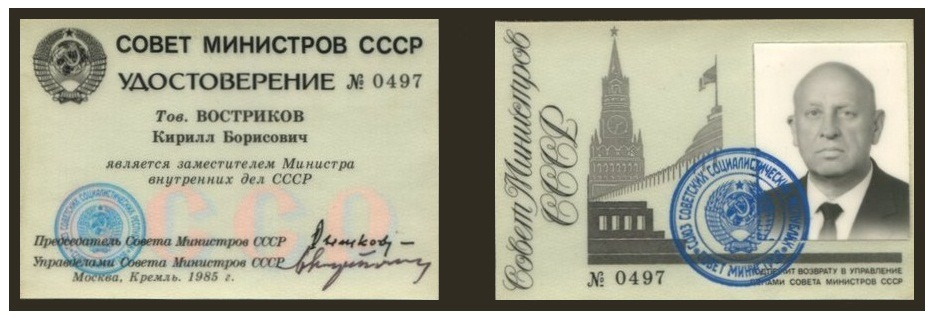
Удостоверение заместителя министра МВД СССР, Совета министров СССР, 1985 г.
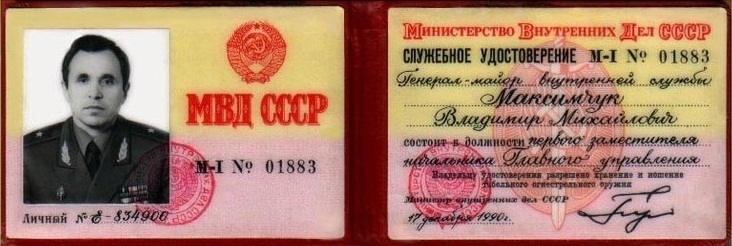
Удостоверение Главного управления ГУ МВД СССР, 1990 г.
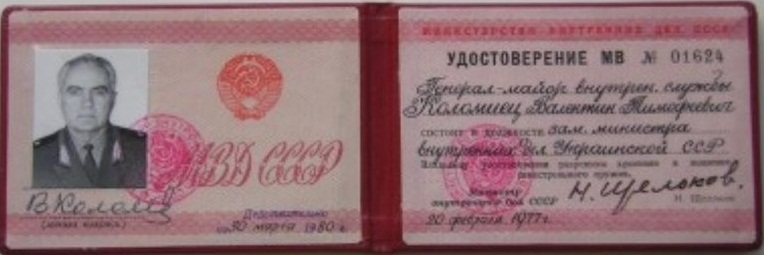
Удостоверение МВД Украинской ССР, 1977 г.
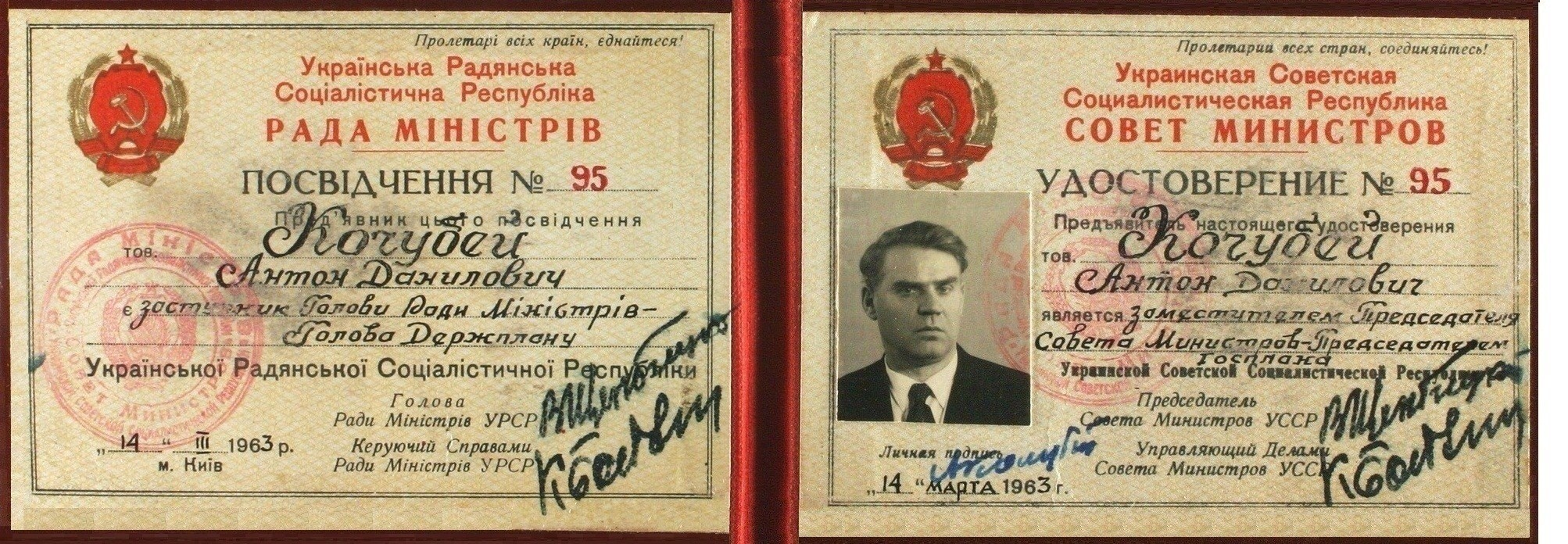
Удостоверение Совета Министров Украинской ССР, 1963 г.
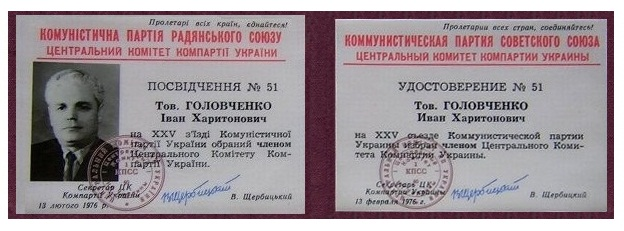
Удостоверение центрального комитета ЦК Компартии Украинской ССР, 1976 г.
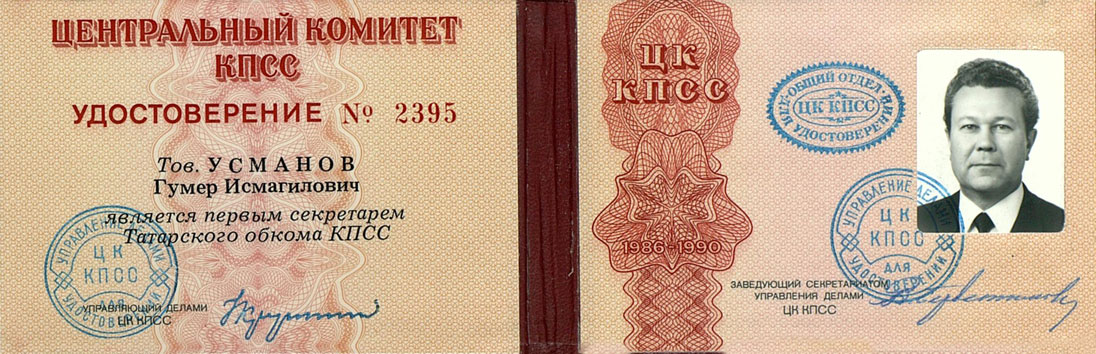
Удостоверение областных комитетов КПСС, 1986 г.
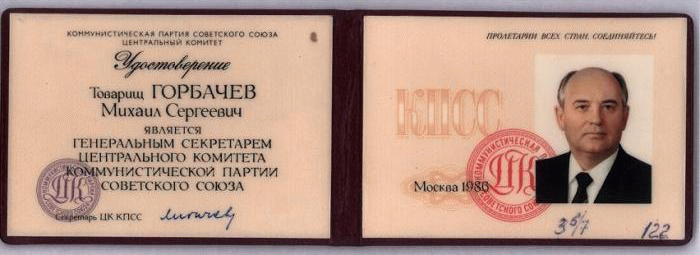
Удостоверение Генерального секретаря ЦК КПСС, 1986 г.
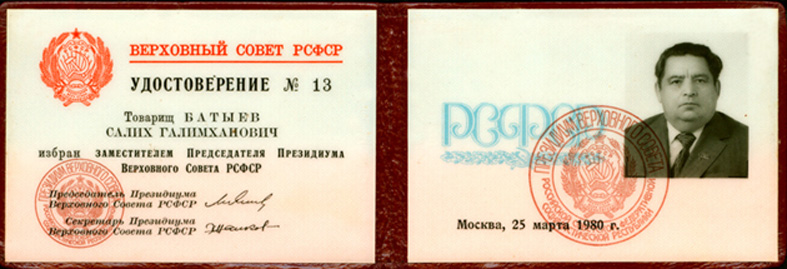
Удостоверение президиума Верховного Совета РСФСР, 1980 г.
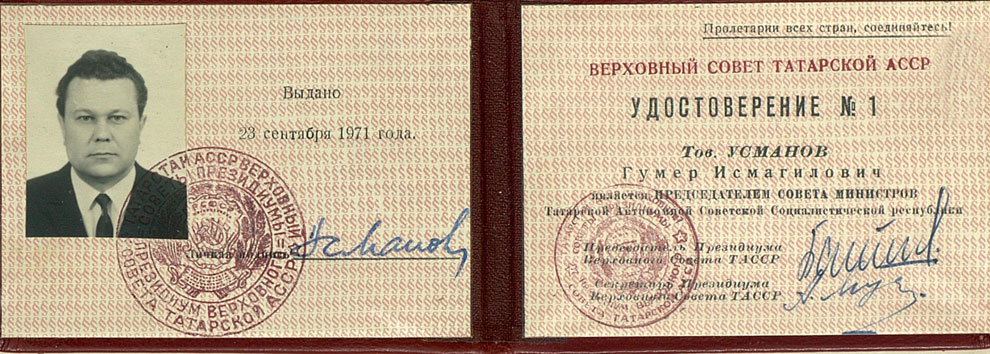
Удостоверение Совета Министров Татарской АССР, 1971 г.
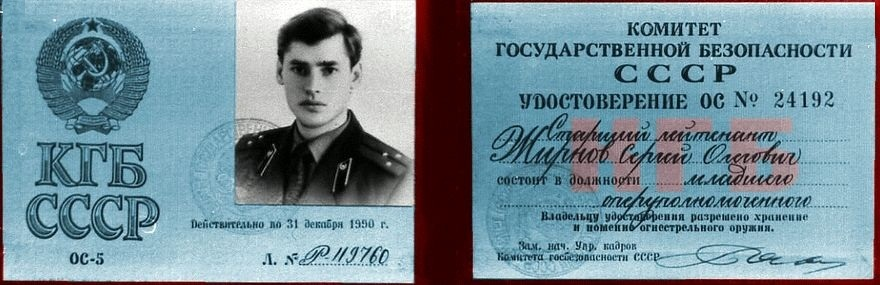
Удостоверение сотрудников КГБ СССР, 80-е годы
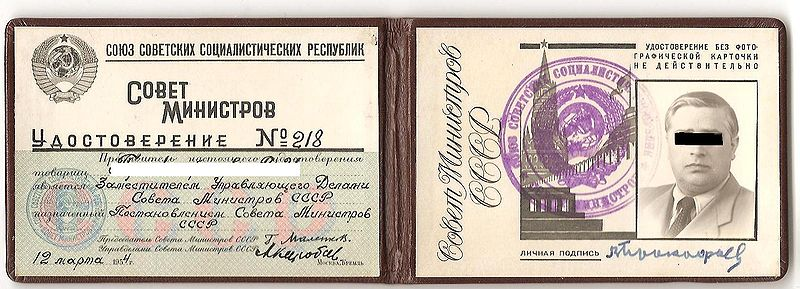
Удостоверение Совета Министров СССР, 1954 г.
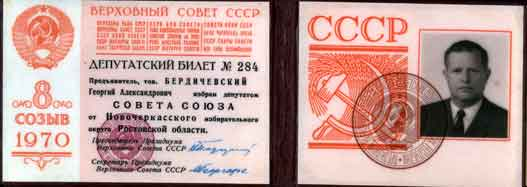
Депутатский билет депутатов Верховного Совета СССР, 1937 — 1989 гг.
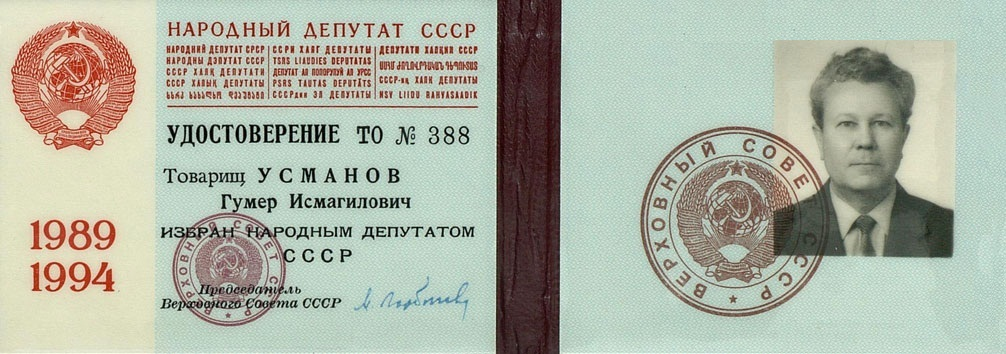
Удостоверение  народного депутата СССР, 1989 — 1993 гг.
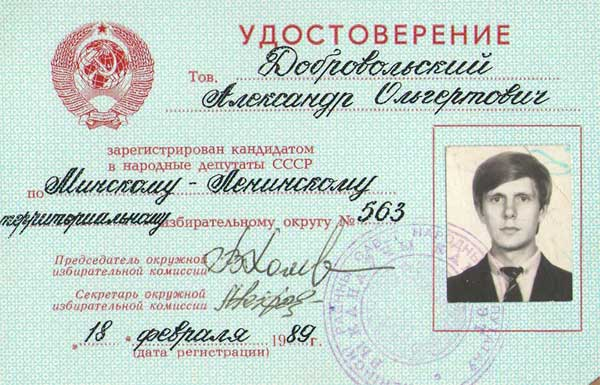
Удостоверение кандидата в народные депутаты СССР, 1989 г.
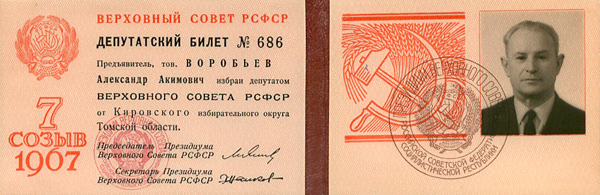
Депутатский билет депутата Верховного Совета РСФСР, 1937 — 1990 гг.
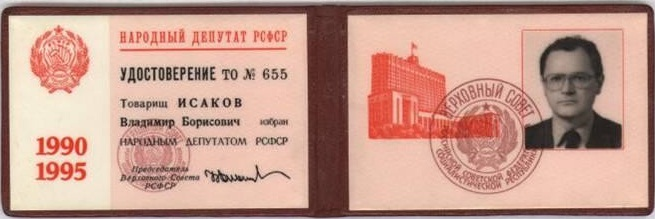
Удостоверение  народного депутата РСФСР, 1990 — 1995 гг.
Депутатское удостоверение депутатов Верховного Совета Латвийской ССР 6-го созыва, 1953 г.
Депутатское удостоверение депутатов Верховного Совета Латвийской ССР 10-го созыва, 1980 г.
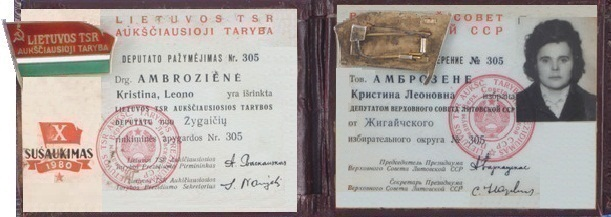
Депутатское удостоверение депутатов Верховного Совета Литовской ССР 10-го созыва, 1980 г.
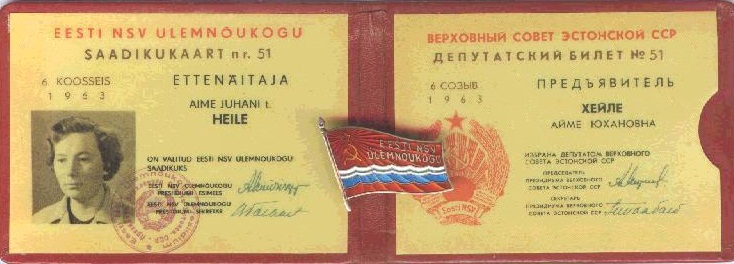
Депутатское удостоверение депутатов Верховного Совета Эстонской ССР 6-го созыва, 1963 г.
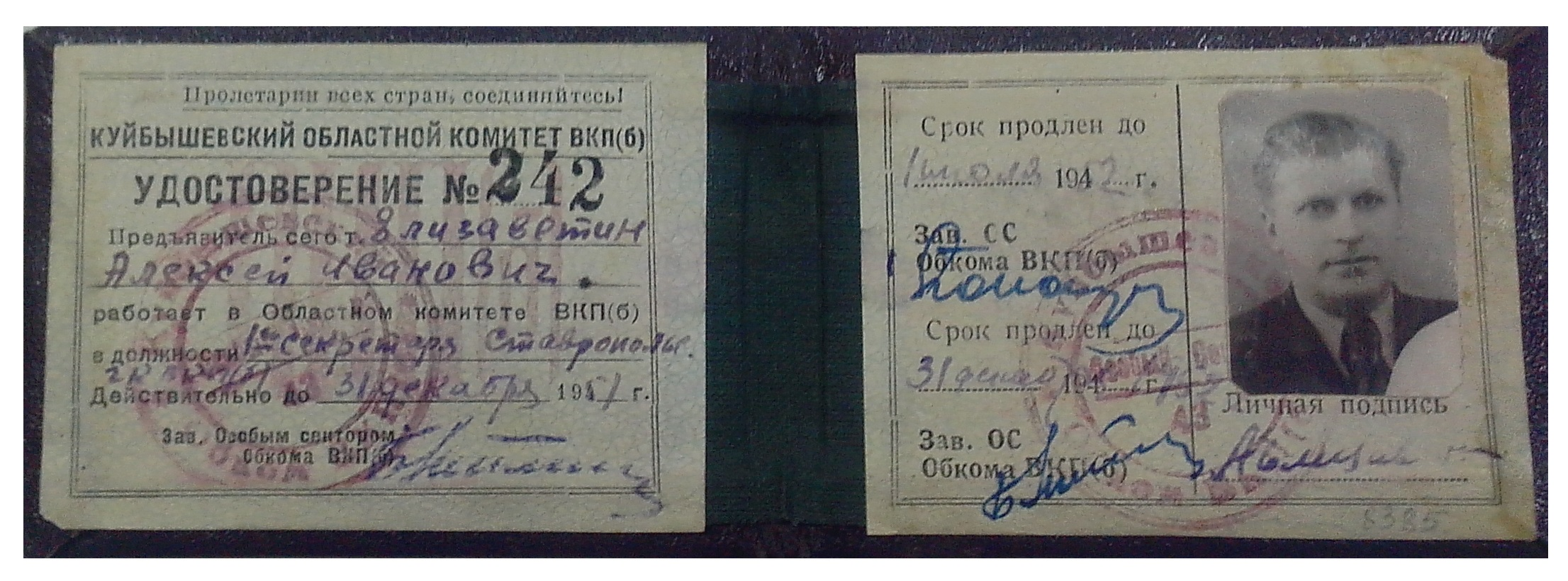
Удостоверение Куйбышевского обкома ВКП(б), 1941 г.
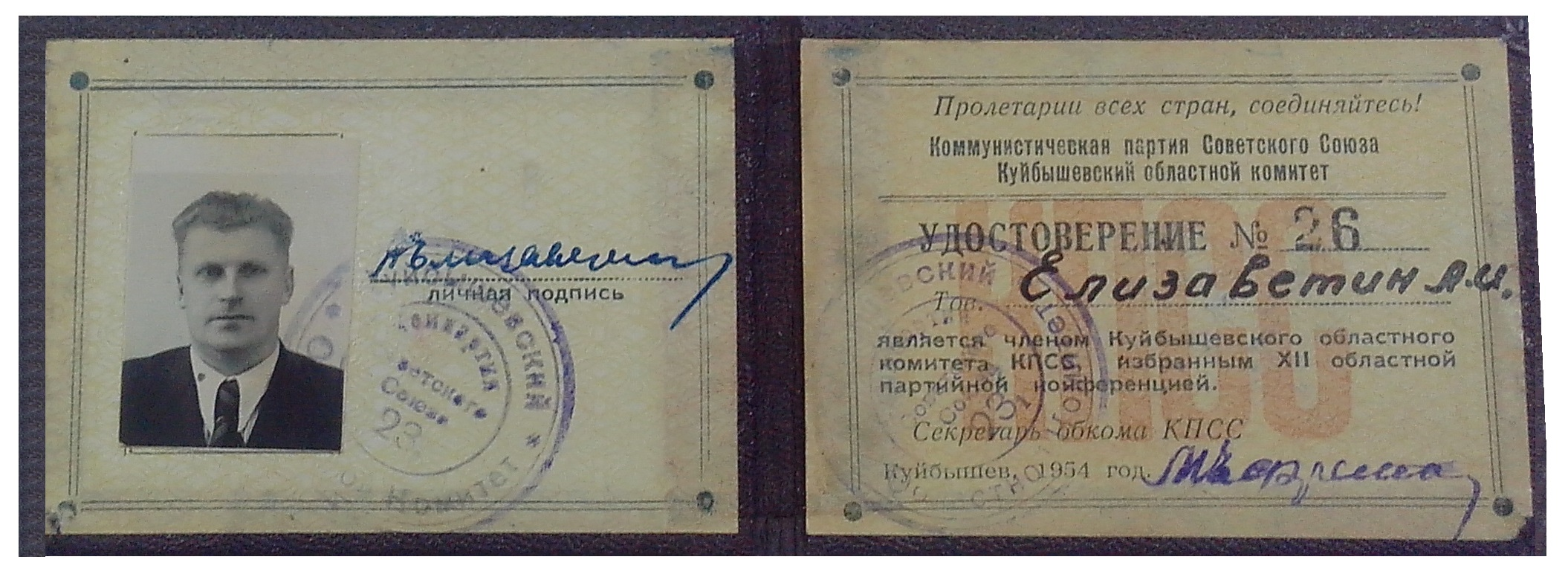
Удостоверение Куйбышевского обкома КПСС, 1954 г.
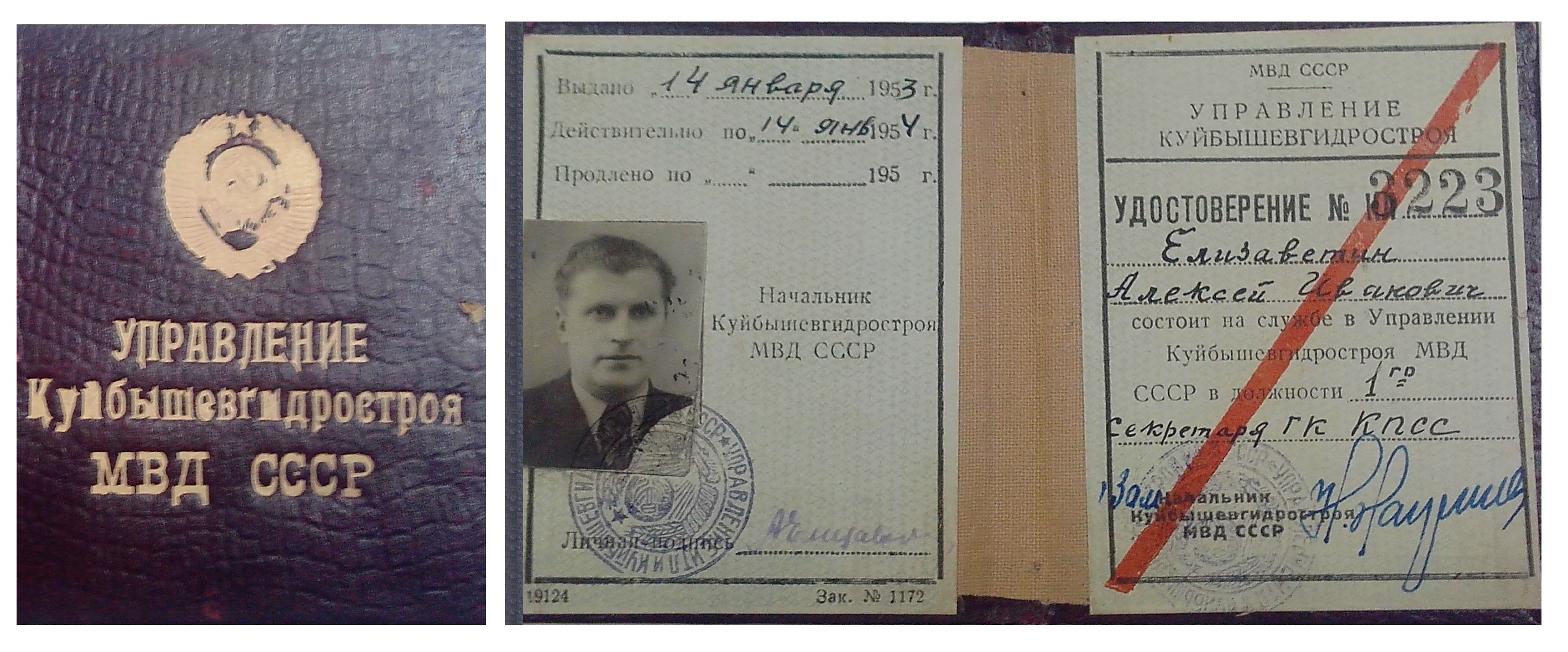
Удостоверение Куйбышевгидростроя МВД СССР, 1954 г.

### Удостоверения к званиям и наградам

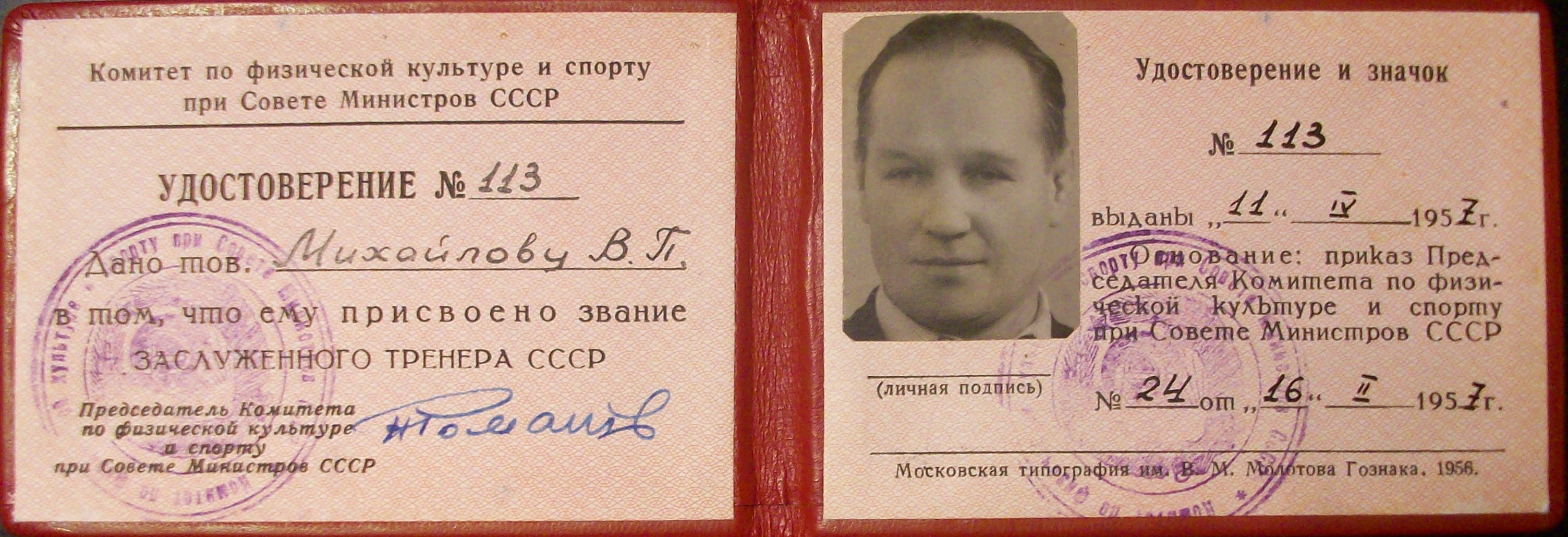
Удостоверение заслуженного тренера комитета физической культуры и спорта при Совете Министров СССР, 1957 г.
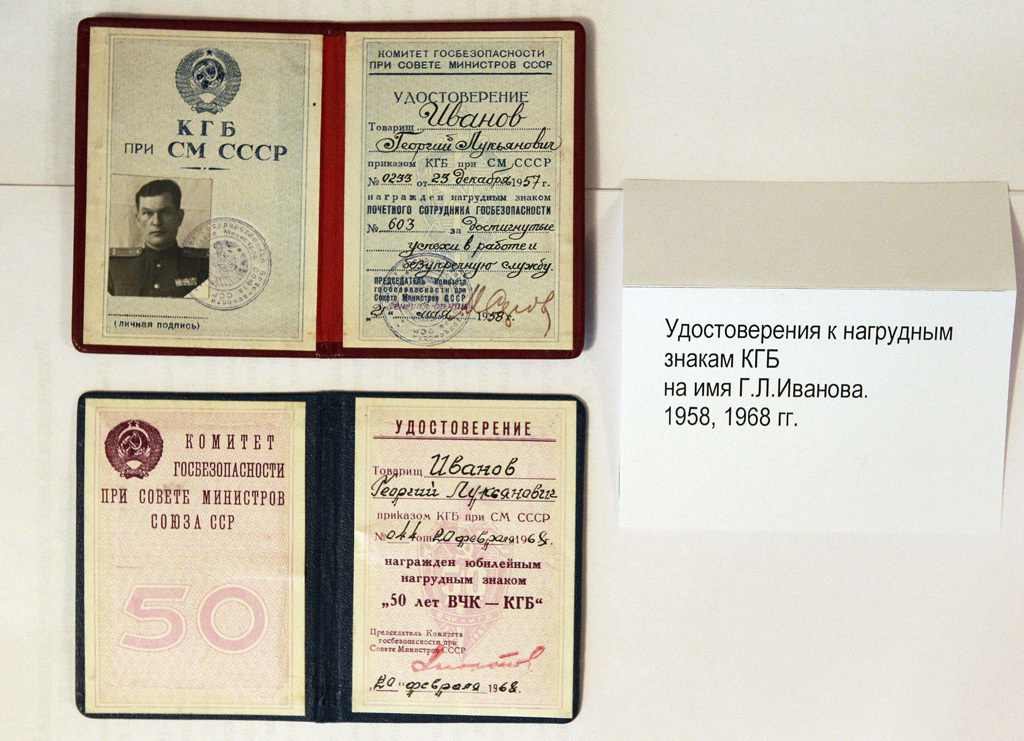
Удостоверение к почётным знакам КГБ СССР, 1958 г.
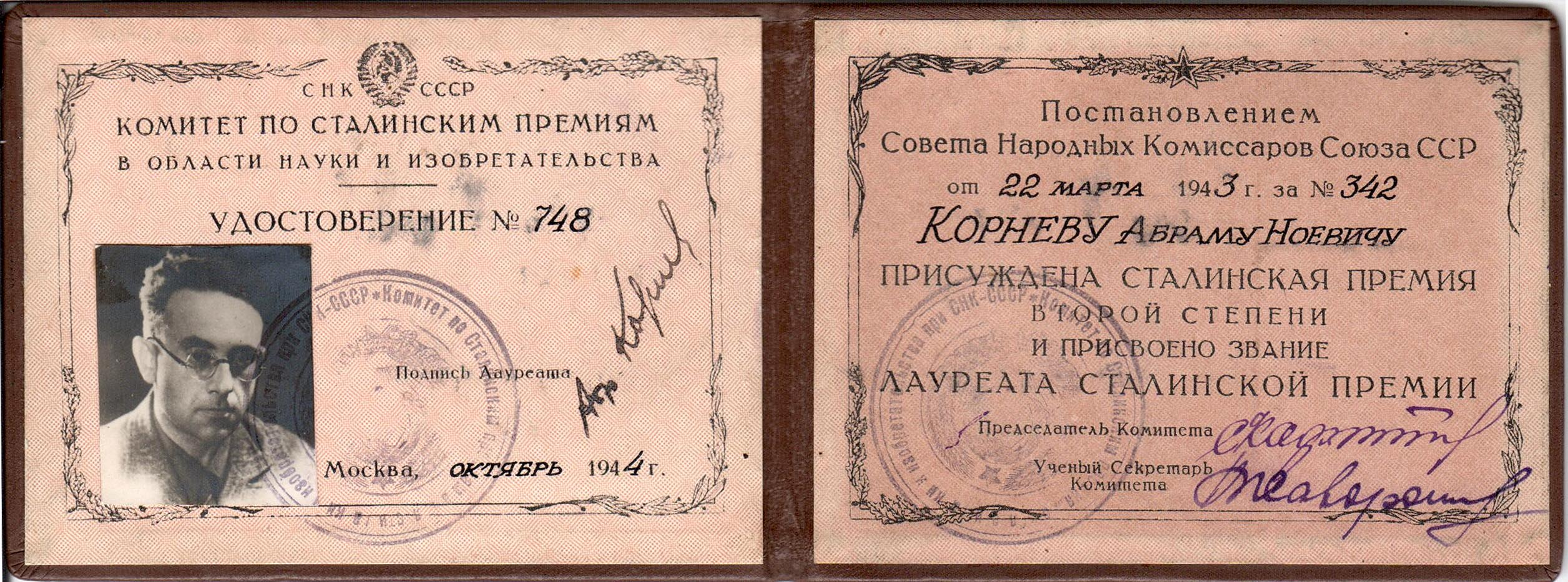
Удостоверение лауреата Сталинской премии, 1944 г.
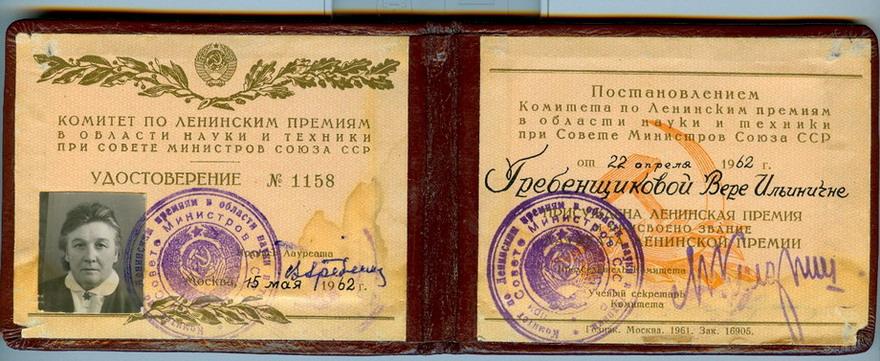
Удостоверение лауреата Ленинской премии, 1962 г.
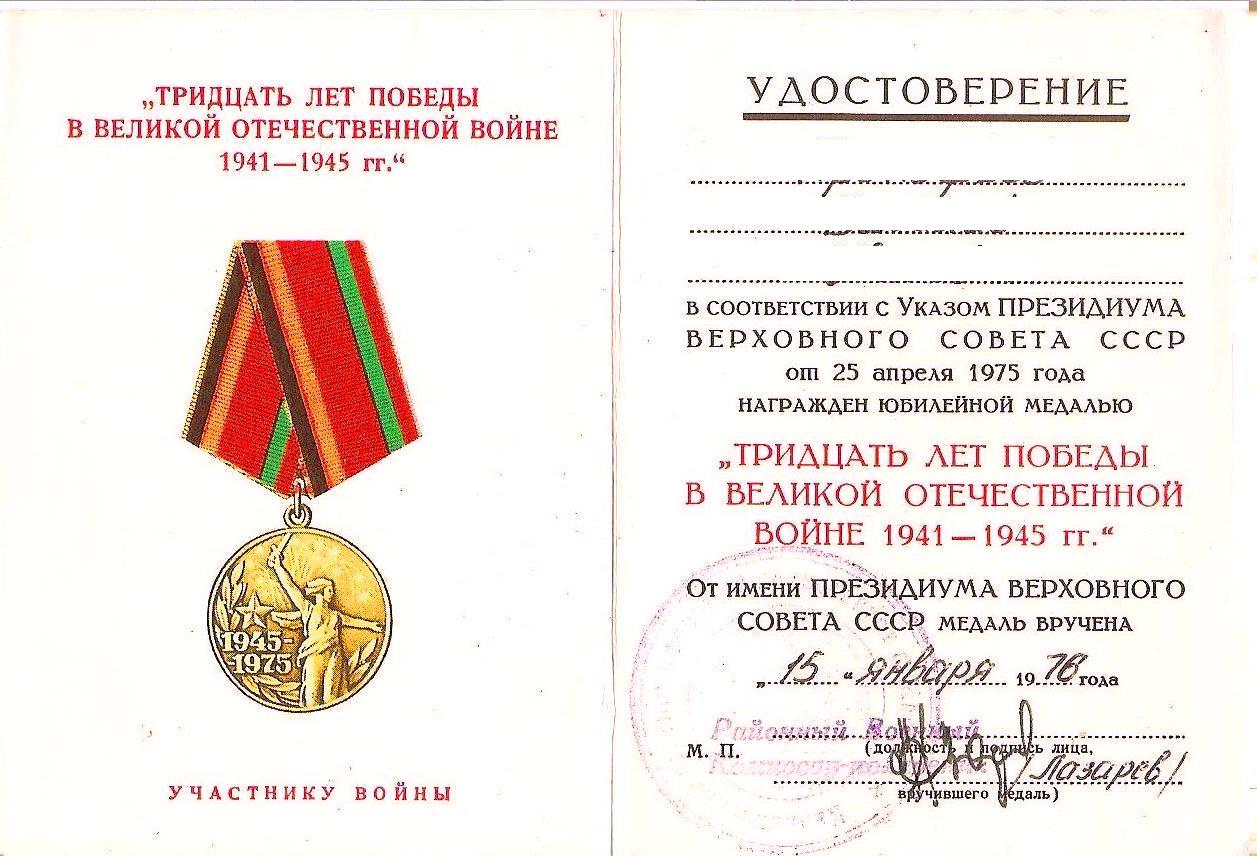
Удостоверение к наградной медали 30 лет в Великой Отечественной войне, 1976 г.
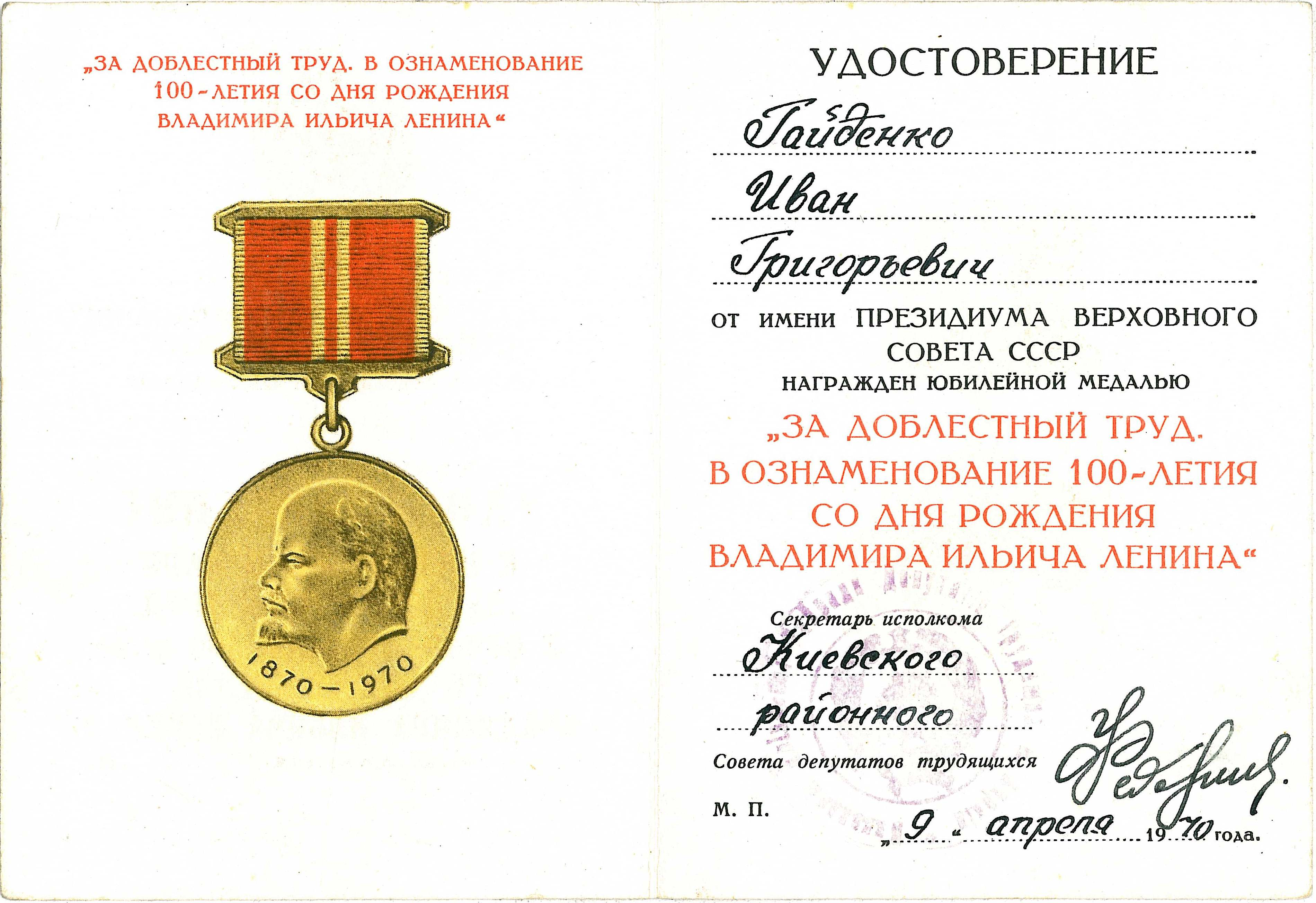
Удостоверение к наградной медали «За доблестный труд (За воинскую доблесть)», 1970 г.
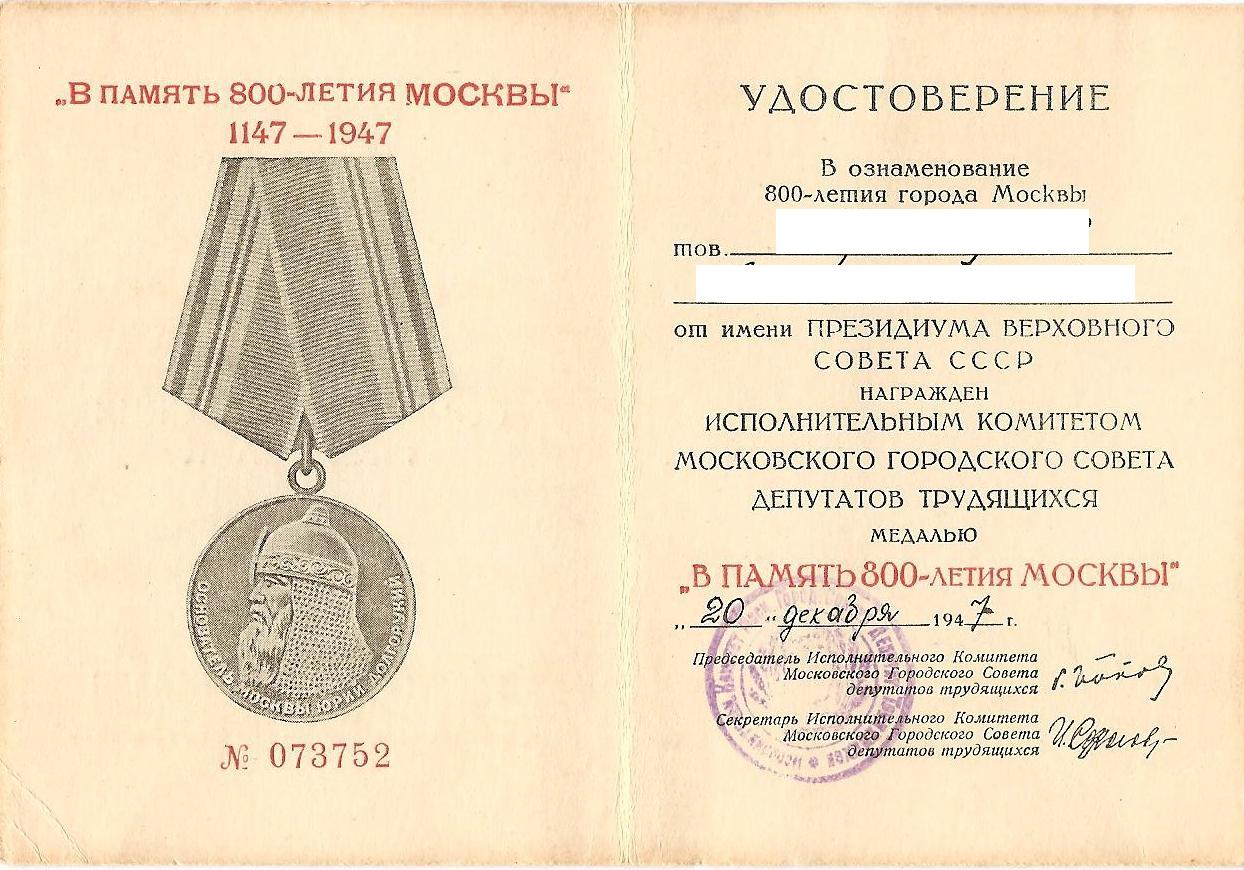
Удостоверение к наградной медали «В память 800-летия Москвы», 1947 г.
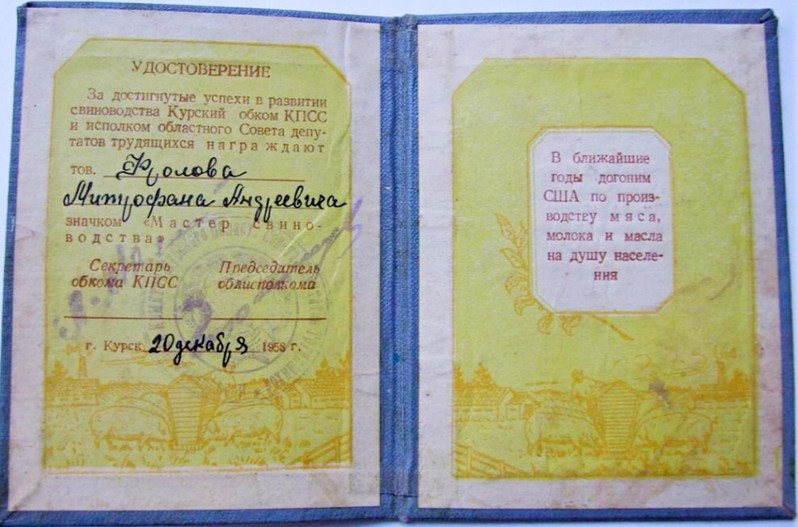
Удостоверение мастера свиноводства СССР, 1958

## Российская Федерация

### Должностные

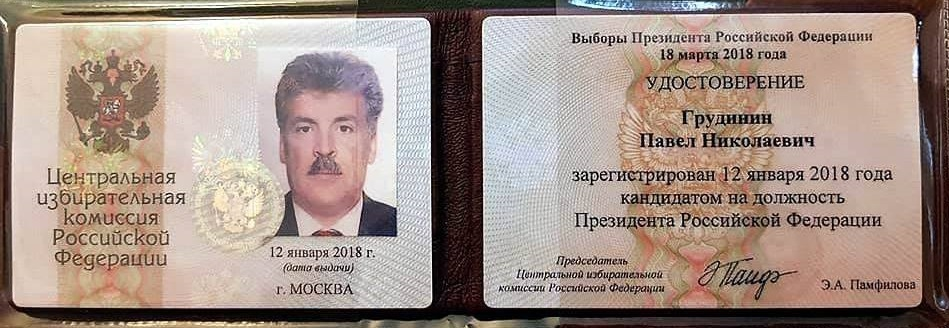
Удостоверение кандидата в Президенты России (2018)
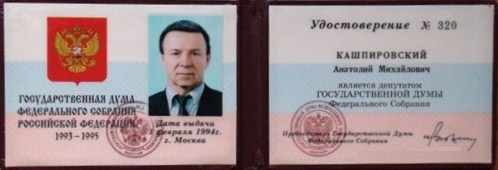
Удостоверение Депутатов Государственной думы 1-го созыва
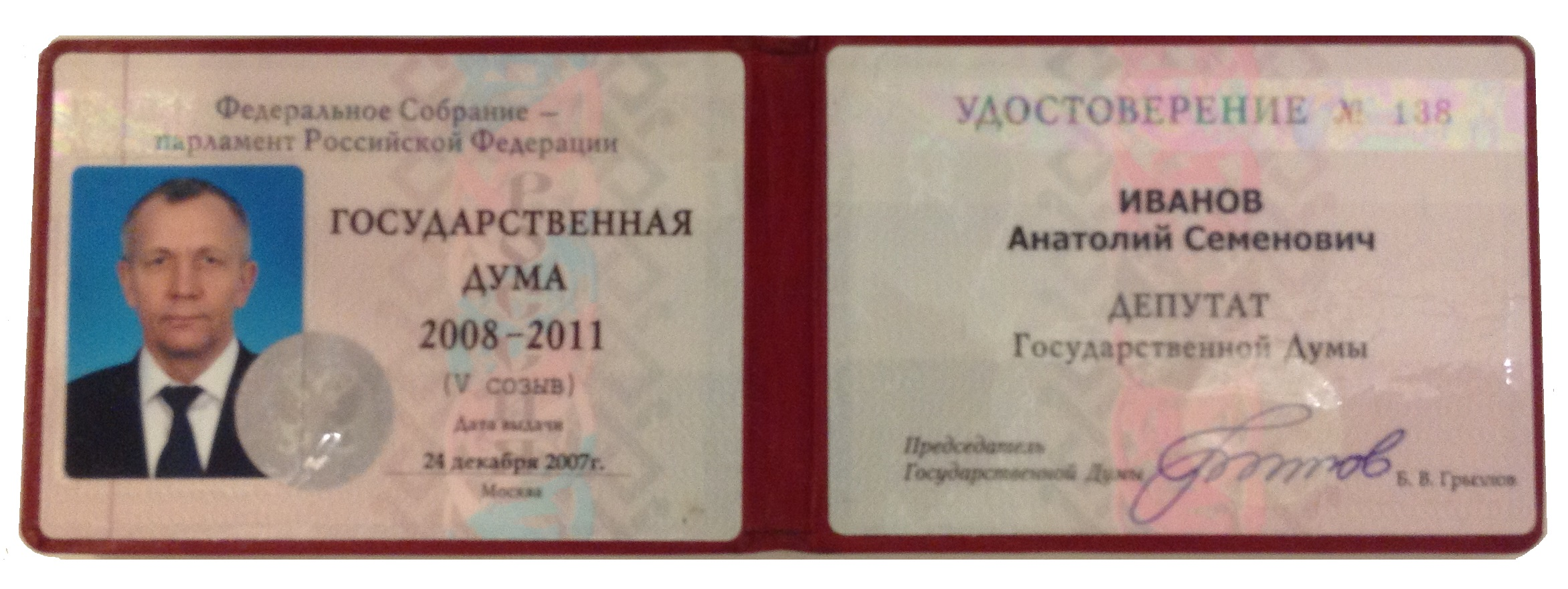
Удостоверение Депутатов Государственной думы 5-го созыва
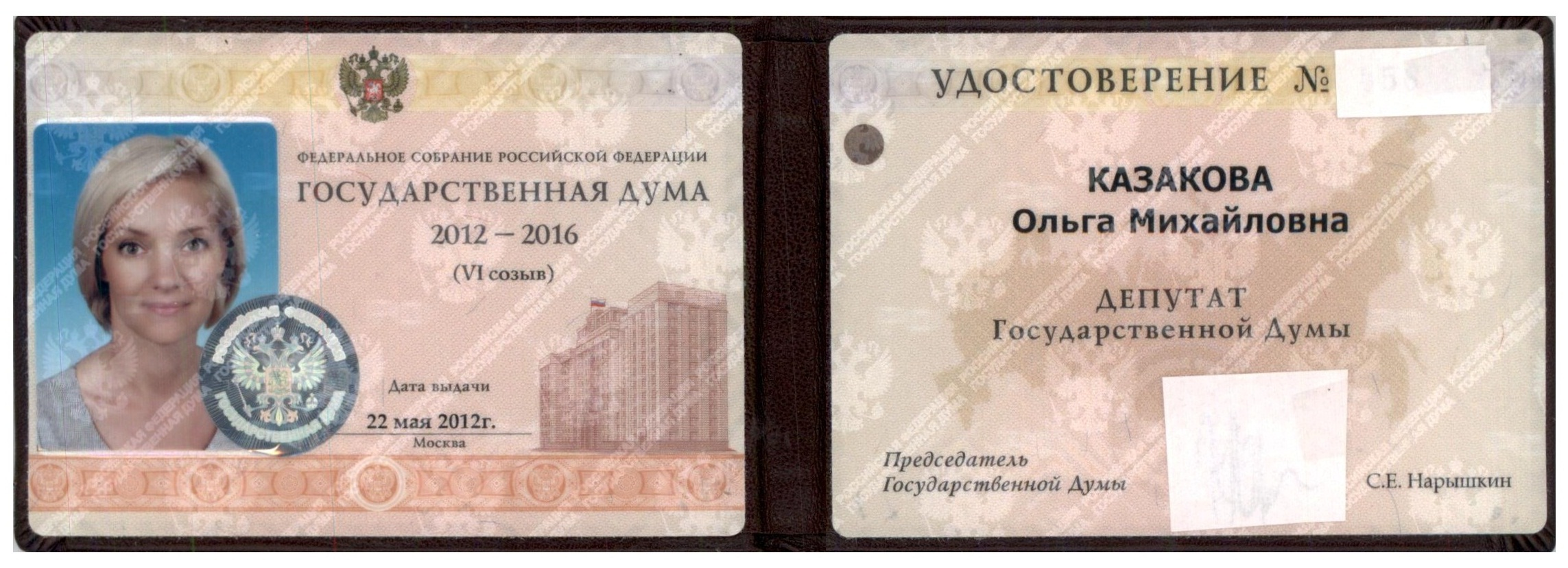
Удостоверение Депутатов Государственной думы 6-го созыва
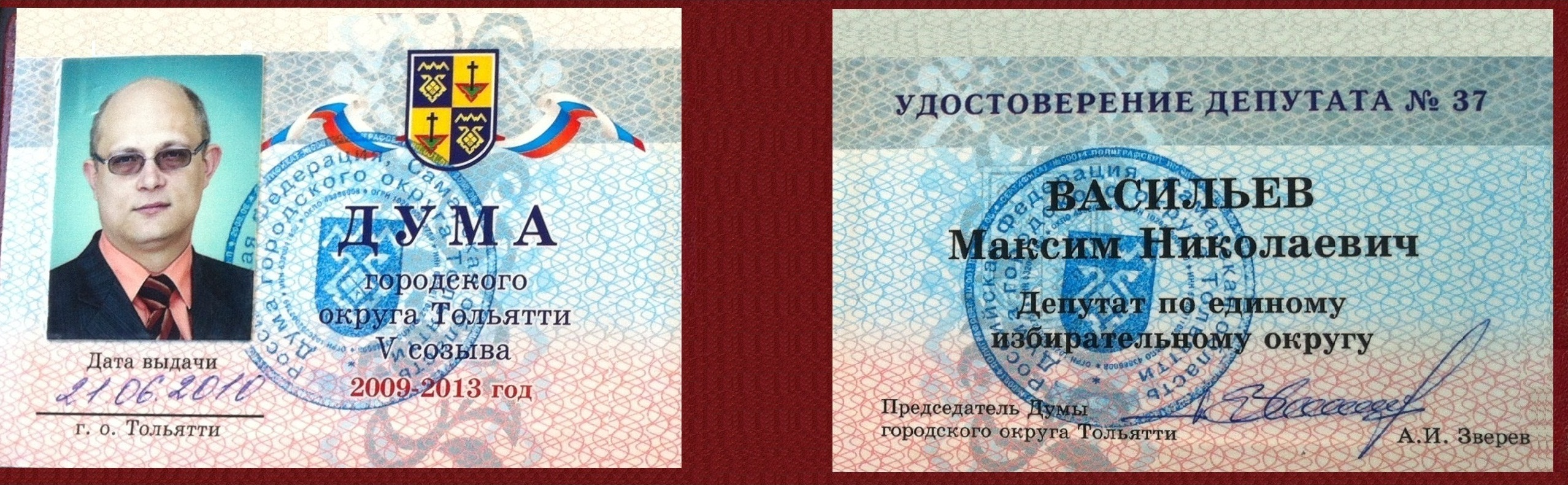
Удостоверение Депутатов Тольяттинской городской думы  5-го созыва
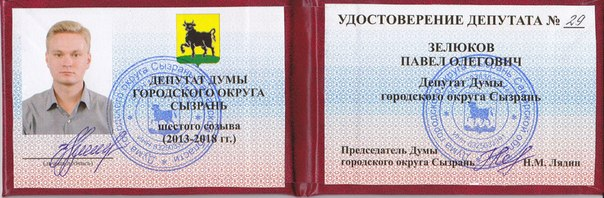
Удостоверение депутата Сызранской городской думы 6-го созыва
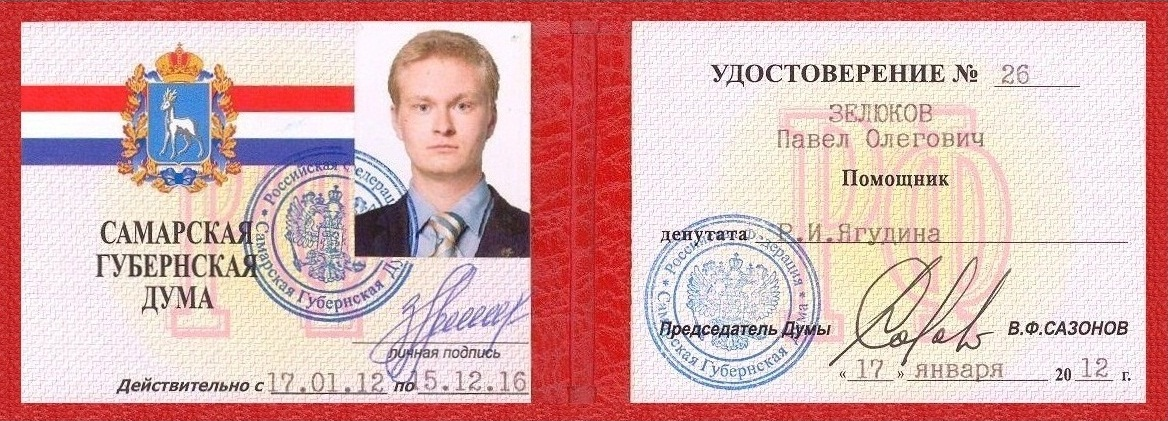
Удостоверение Депутатов Самарской Губернской думы  5-го созыва
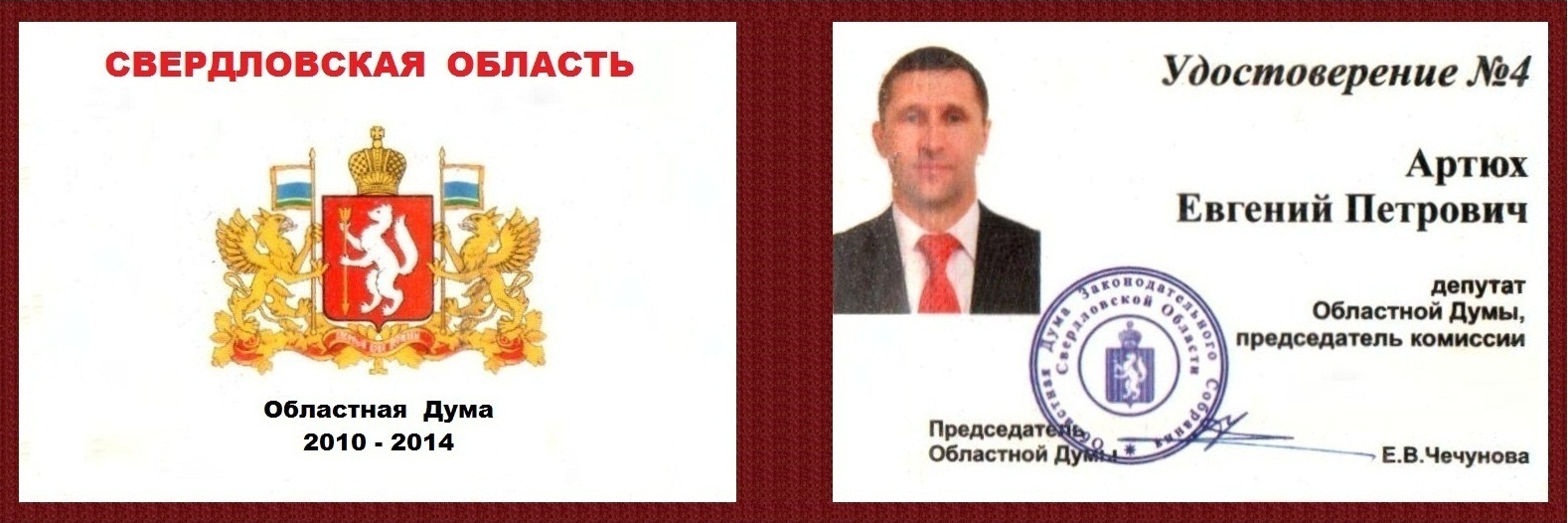
Удостоверение Депутатов Законодательного собрания Свердловской области
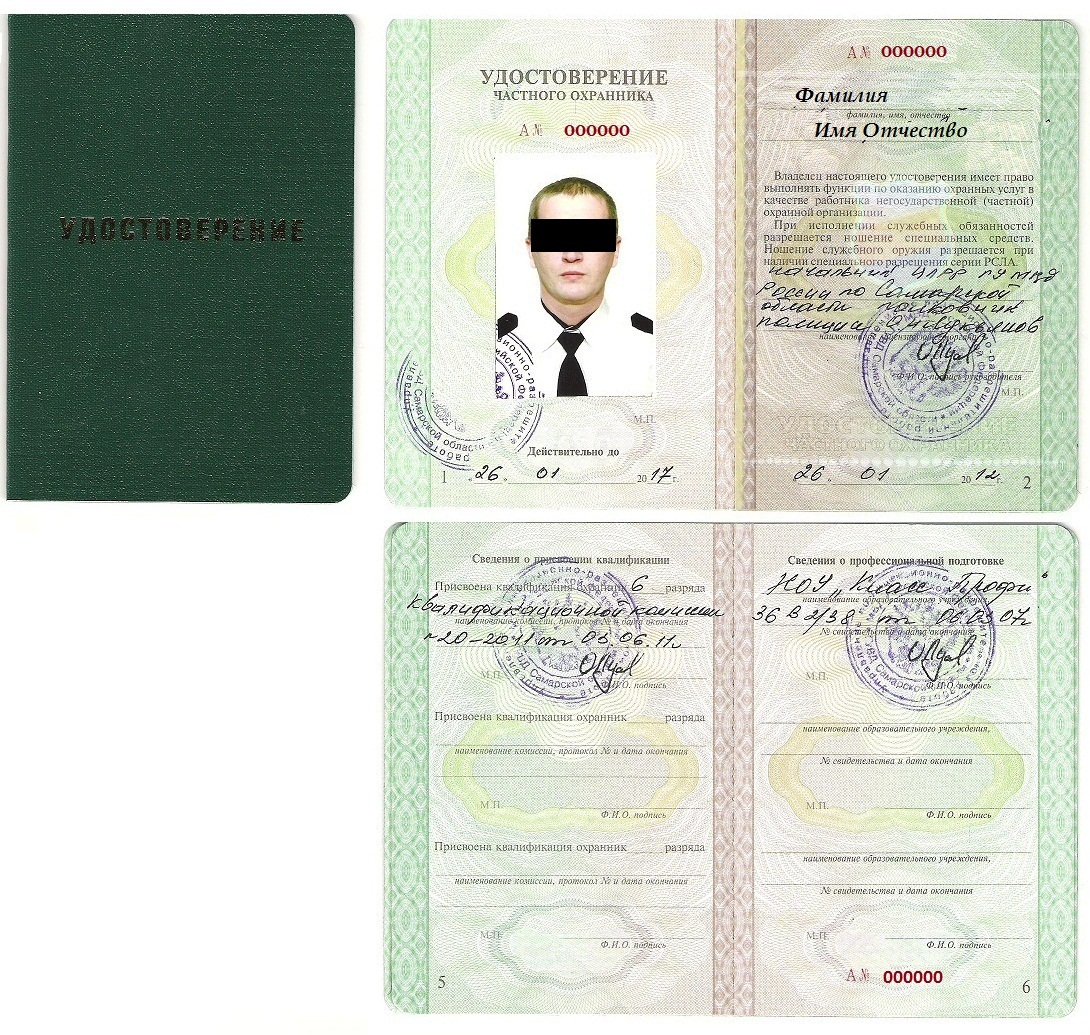
Удостоверение охранников ЧОП
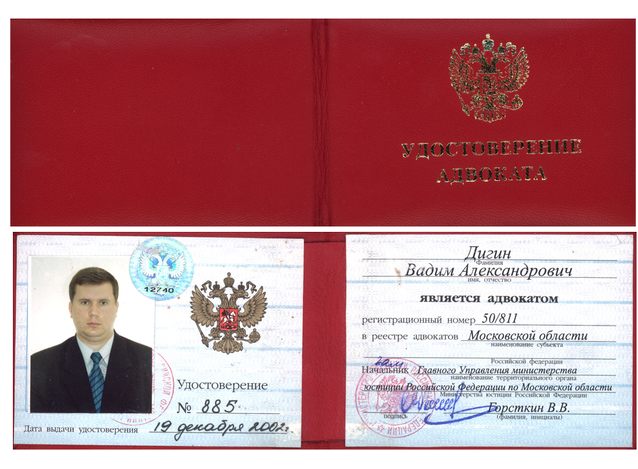
Удостоверение адвоката

### Удостоверения к званиям и наградам

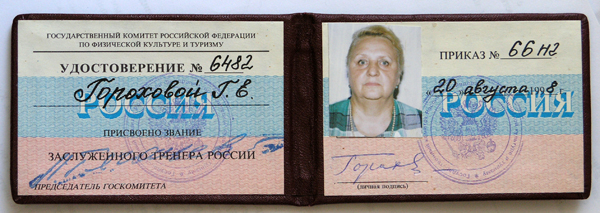
Удостоверение заслуженного тренера России
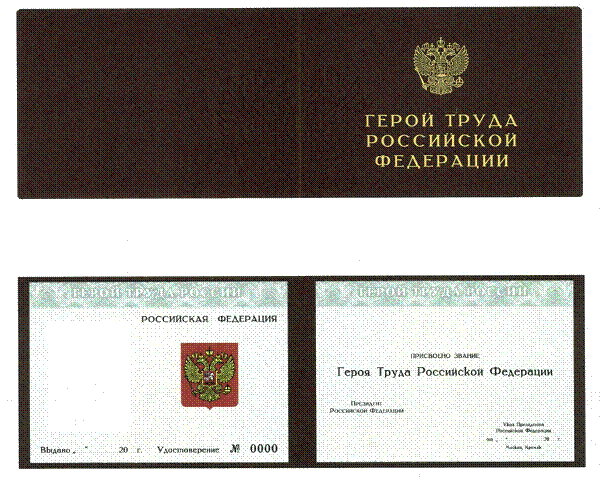
Удостоверение Героя Труда России